# Alberto Pallavicini, Marchese di Bodonitsa

Stemma antico dei Pallavicino

Alberto Pallavicini (XIII secolo – Almyros, 15 marzo 1311) fu il quinto marchese di Bodonitsa.

## Biografia
Alberto Pallavicini fu marchese di Bodonitsa dalla morte di suo padre fino alla sua, avvenuta nel 1311. Suo padre era Tommaso, pronipote del primo marchese, Guido. Alberto sposò Maria Dalle Carceri, una nobildonna veneziana dell'Eubea. Ottenne anche un sesto di quell'isola.
Era un fedele vassallo dei principi di Acaia. Nel 1305 venne convocato dal suo signore Filippo di Savoia ad un torneo e il parlamento sull'Istmo di Corinto. Nel 1307 ubbidì alle convocazioni simili di Filippo I di Taranto. Il 15 marzo 1311 seguì Gualtieri V di Brienne nella battaglia di Halmyros sul fiume Cefisso in Beozia, ma non uscì vivo. Dal Libro degli usi e statuti dell'Impero di Romania, il suo feudo fu ereditato dalla sua vedova Maria e da sua figlia, Guglielma.

## Fonti
- (EN) Miller, William (1908). "The Marquisate of Boudonitza (1204–1414)" (PDF). Journal of Hellenic Studies. 28 (2): 234–249. doi:10.2307/624608. JSTOR 624608.
- (EN) Setton, Kenneth M. Catalan Domination of Athens 1311–1380. Revised edition. Variorum: London, 1975.